# 性コンティニュー
『性コンティニュー』（さがコンティニュー）はKICK THE CAN CREWの11枚目のシングル。2003年8月6日にリリースされた。

## 概要
5ヵ月連続7リリース(シングル5枚、アルバム2枚)の第1弾。

## 収録曲
1. 性コンティニュー
magic numberツアーの追加公演で初披露された。顔PASSブラザースのプロデュース作品。ジャコ・パストリアスのリバティーシティーをサンプリング。クレジット問題が発生（現在はクレジット許可済み）。
2. BREAK3
3人の自己紹介曲、顔PASSブラザースのプロデュース作品。アルバムには収録されていないがカップリング曲で唯一PVのある曲。
3. 神輿ロッカーズfeat.RHYMESTER (LIVE)
1stアルバムVITALIZER収録曲のライブバージョン<10 MAY 2003.大阪厚生年金大ホールにて収録>

## 収録アルバム
- GOOD MUSIC (#1)